# Бухта Гаджієва
Бу́хта Гаджі́єва — бухта у Східній Антарктиді, в районі Землі Вікторії.
Відкрита та нанесена на мапу у 1958 році Радянською Антарктичною експедицією. Свою назву отримала на честь офіцера-підводника, Героя Радянського Союзу Магомета Гаджієва.